# Lincoln Nautilus
Lincoln Nautilus – samochód osobowy typu SUV klasy średniej, a następnie klasy wyższej produkowany pod amerykańską marką Lincoln od 2018 roku. Od 2023 roku produkowana jest druga generacja modelu.

## Pierwsza generacja

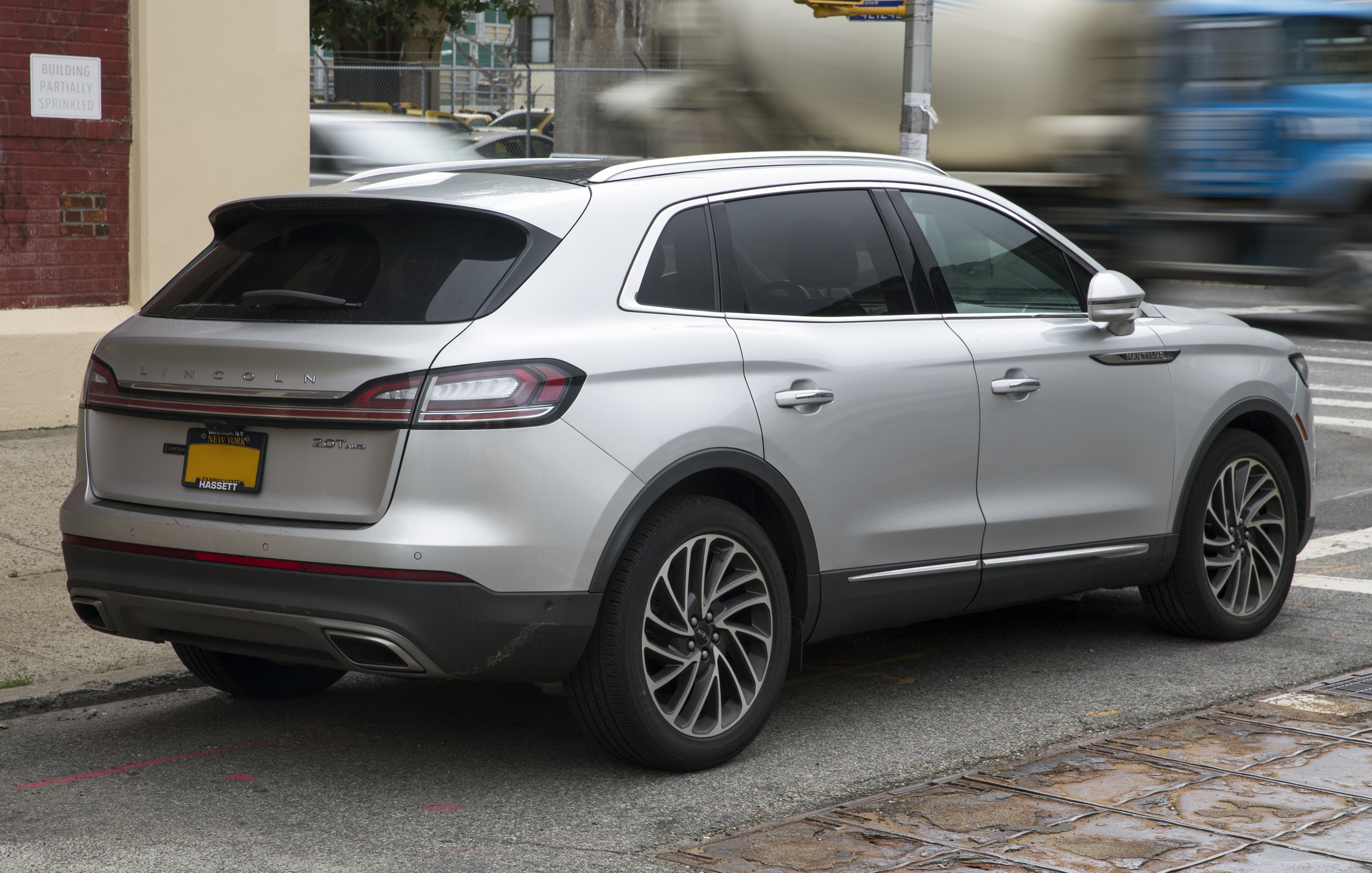
Lincoln Nautilus I - tył

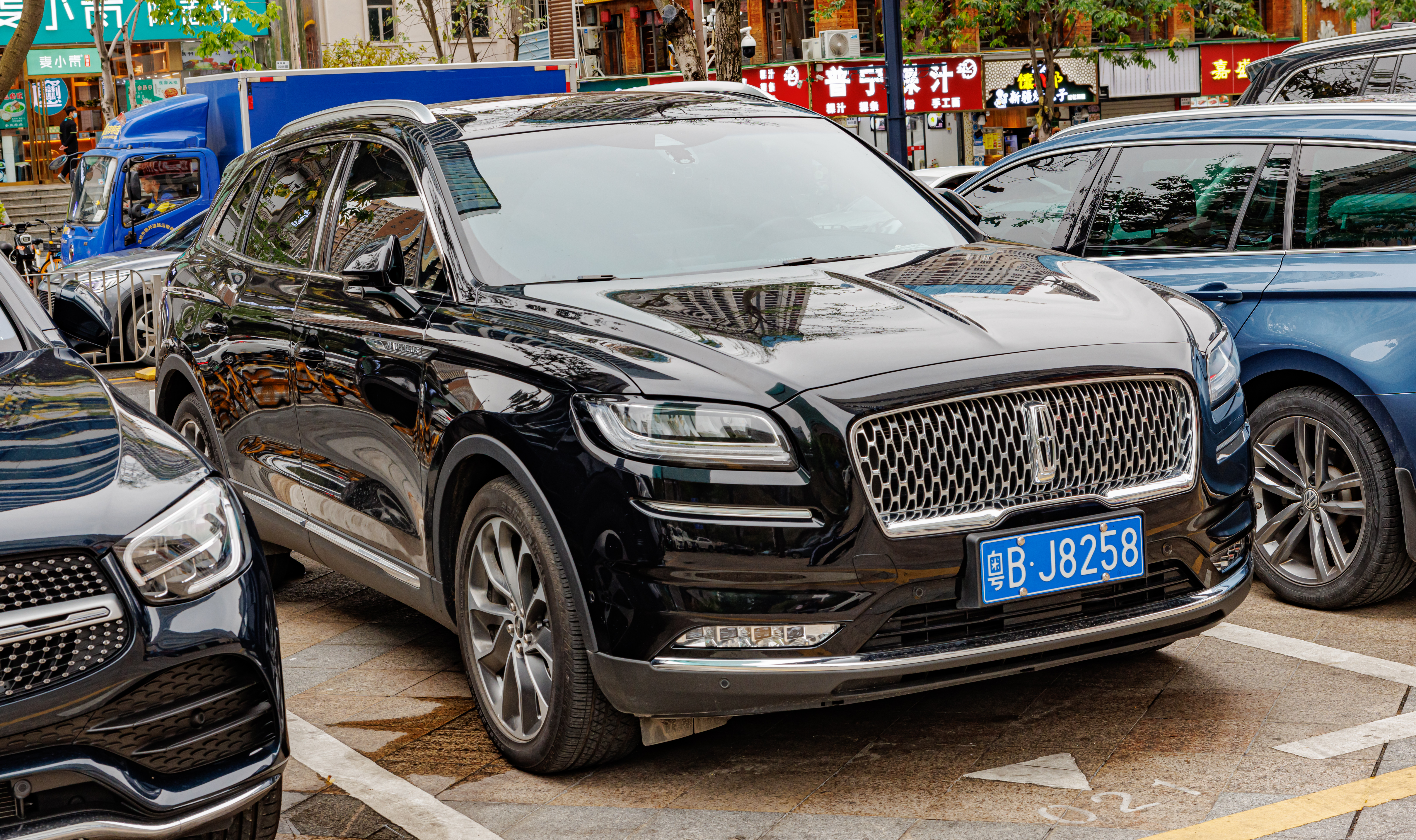
chiński Lincoln Nautilus I

Lincoln Nautilus I został zaprezentowany po raz pierwszy w 2017 roku.
Niespełna 3 lata po premierze drugiej generacji Lincolna MKX, samochód przeszedł obszerną restylizację i otrzymał przy okazji nową nazwę w ramach polityki zastępowania trójliterowych kombinacji terminami z maynistyki wzorem flagowego Navigatora. Stylizacja Nautilusa została upodobniona do nurtu zapoczątkowanego przy okazji premiery modelu Continental. Wdrożono bardziej stonowaną i kanciastą stylistykę pasa przedniego, przez co wysoko osadzone, kanciaste reflektory współgrały z jednoczęściowym, dużym chromowanym grillem.
Zmiany wizualne w Nautilusie w stosnku do poprzednika wprowadzono także w tylnej części nadwozia. Zmieniono tam wkłady lamp, które połączono biegnącym przez klapę bagażnika świetlnym pasem. Zmiany objęły także kabinę pasażerską, gdzie zastosowano nowy wzór koła kierownicy, większy dotykowy wyświetlacz systemu multimedialnego, a także przemodelowany panel przycisków w konsoli centralnej. Kluczową nowością zostały siedziska pierwszego rzędu z rozbudowanym, 22-płaszczyznowym zakresem regulacji i funkcją masażu. Producent zastosował szerszy zakres personalizacji kabiny pasażerskiej poprzez nowe kolory skórzanego obicia foteli i deski rozdzielczej.
W stosunku do modelu MKX, Lincoln Nautilus przeszedł także zmiany w gamie jednostek napędowych. Zamiast dotychczasowego 3,7 litrowego V6 wprowadzono nową gamę dwóch jednostek Forda z rodziny EcoBoost. Podstawowy, 245-konny czterocylindrowy motor zyskał pojemność 2 litrów, z kolei topową jednostką pozostało 335-konne V6 o pojemności 2,7 litra. W obu przypadkach zastosowano wyłącznie 8-biegową automatyczną skrzynię biegów przenosząca moc na przednią oś lub obie z nich.

### Sprzedaż
Lincoln Nautilus pierwszej generacji był samochodem kluczowym dla amerykańskiej firmy jako wówczas najpopularniejszy model w portfolio. Kluczowymi rynkami zbytu były Stany Zjednoczone i Chiny, gdzie w obu krajach odbywała się produkcja. Amerykański debiut rynkowy Nautilusa miał miejsce niespełna rok po premierze, jesienią 2018 roku, z kolei chińska specyfikacja trafiła do sprzedaży wiosną 2019 roku. W tym samym roku ruszyła sprzedaż także na pozostałych rynkach zbytu Lincolna - na Bliskim Wschodzie oraz w Korei Południowej.

### Silniki
- R4 2.0l EcoBoost 245 KM
- V6 2.7l EcoBoost 335 KM

## Druga generacja

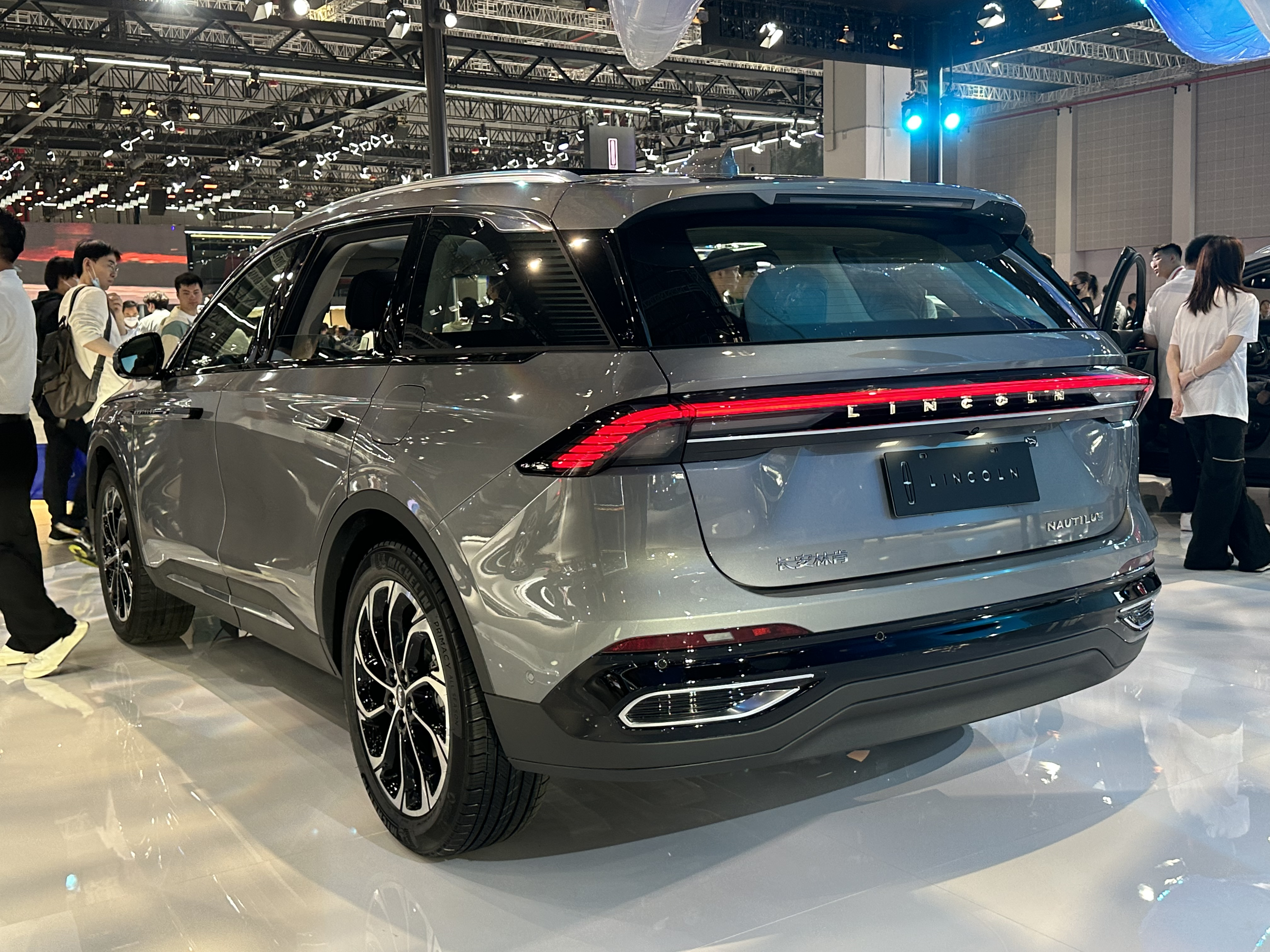
chiński Lincoln Nautilus II - tył

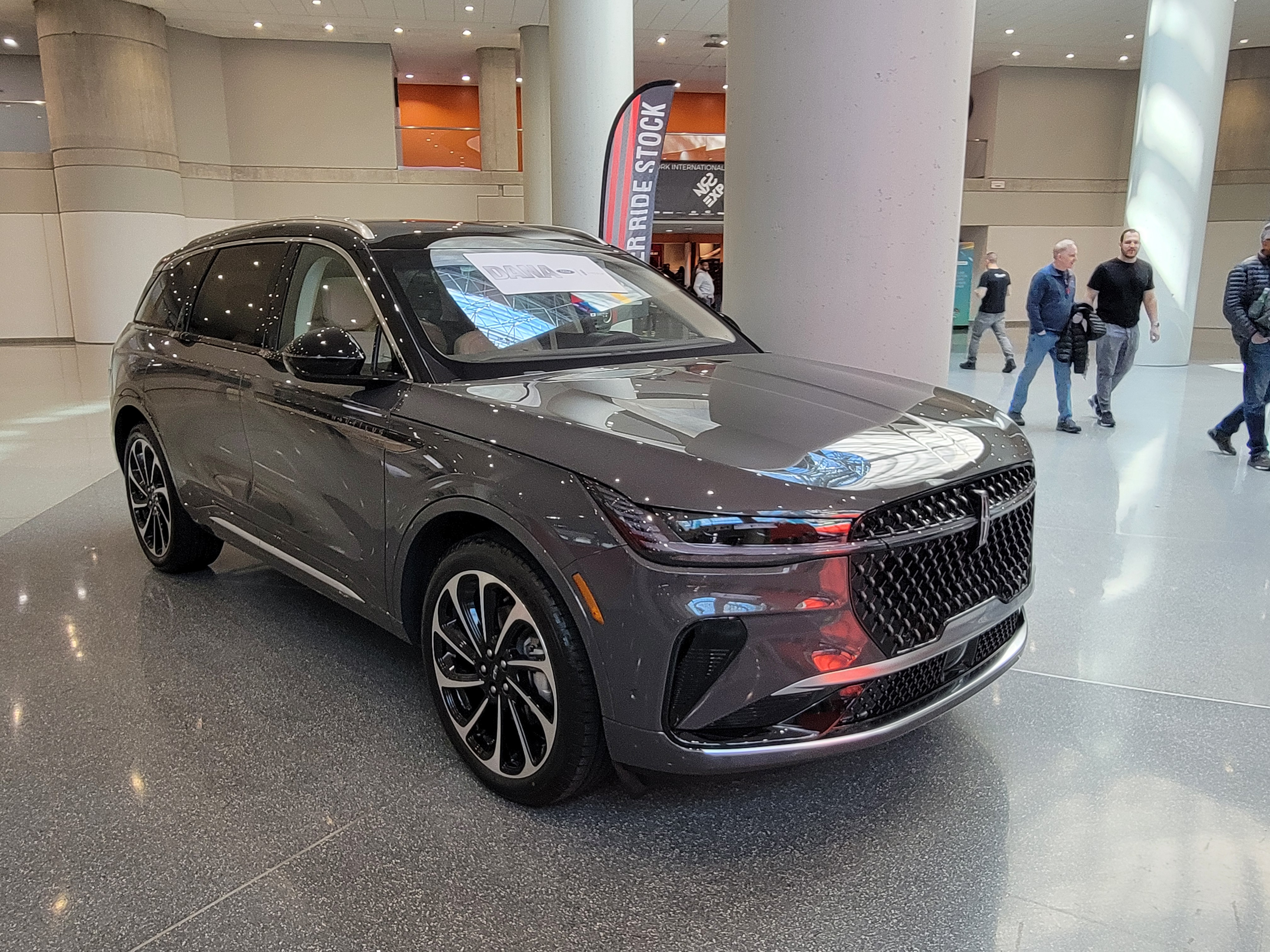
amerykański Lincoln Nautilus II

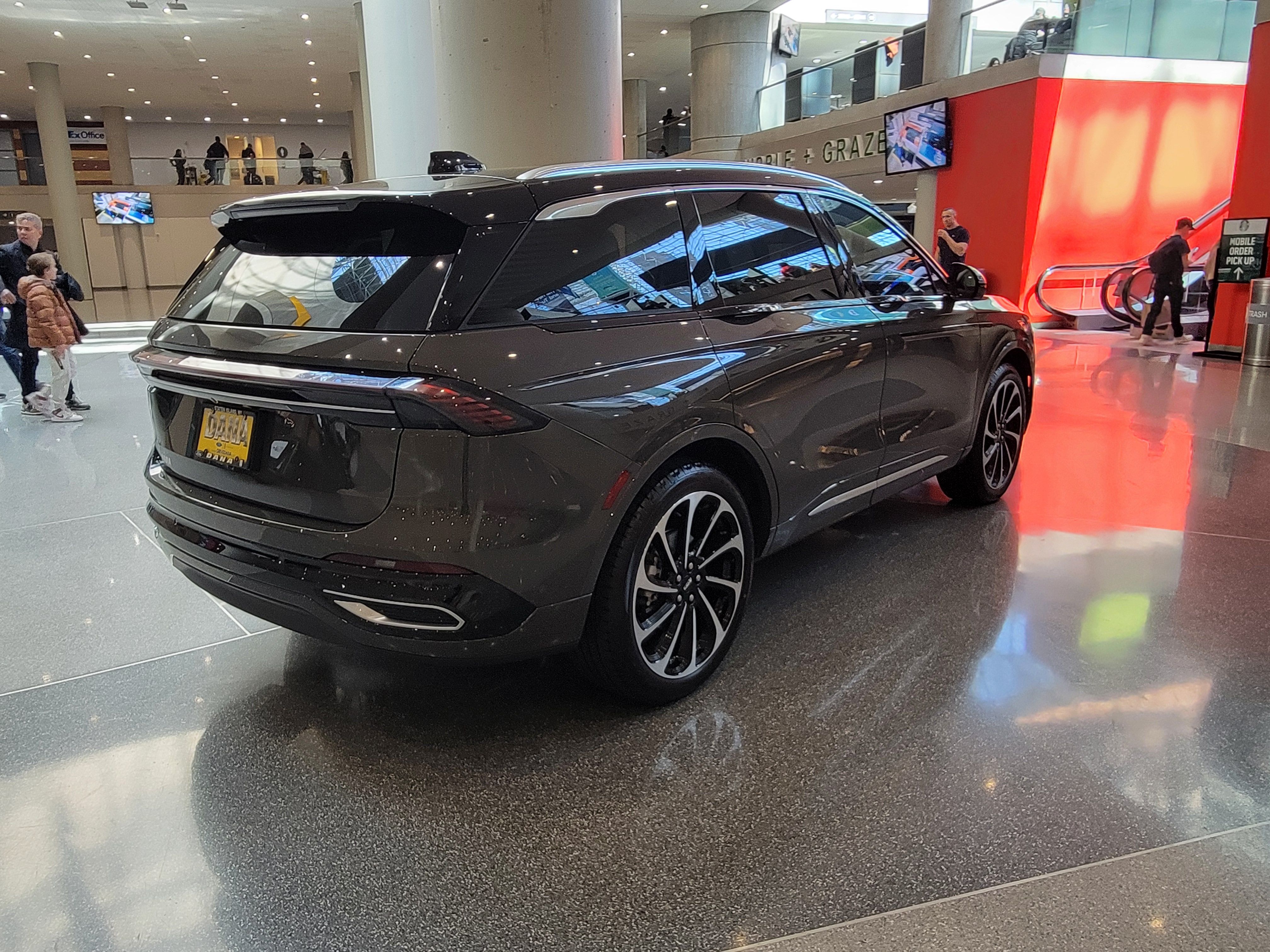
amerykański Lincoln Nautilus II - tył

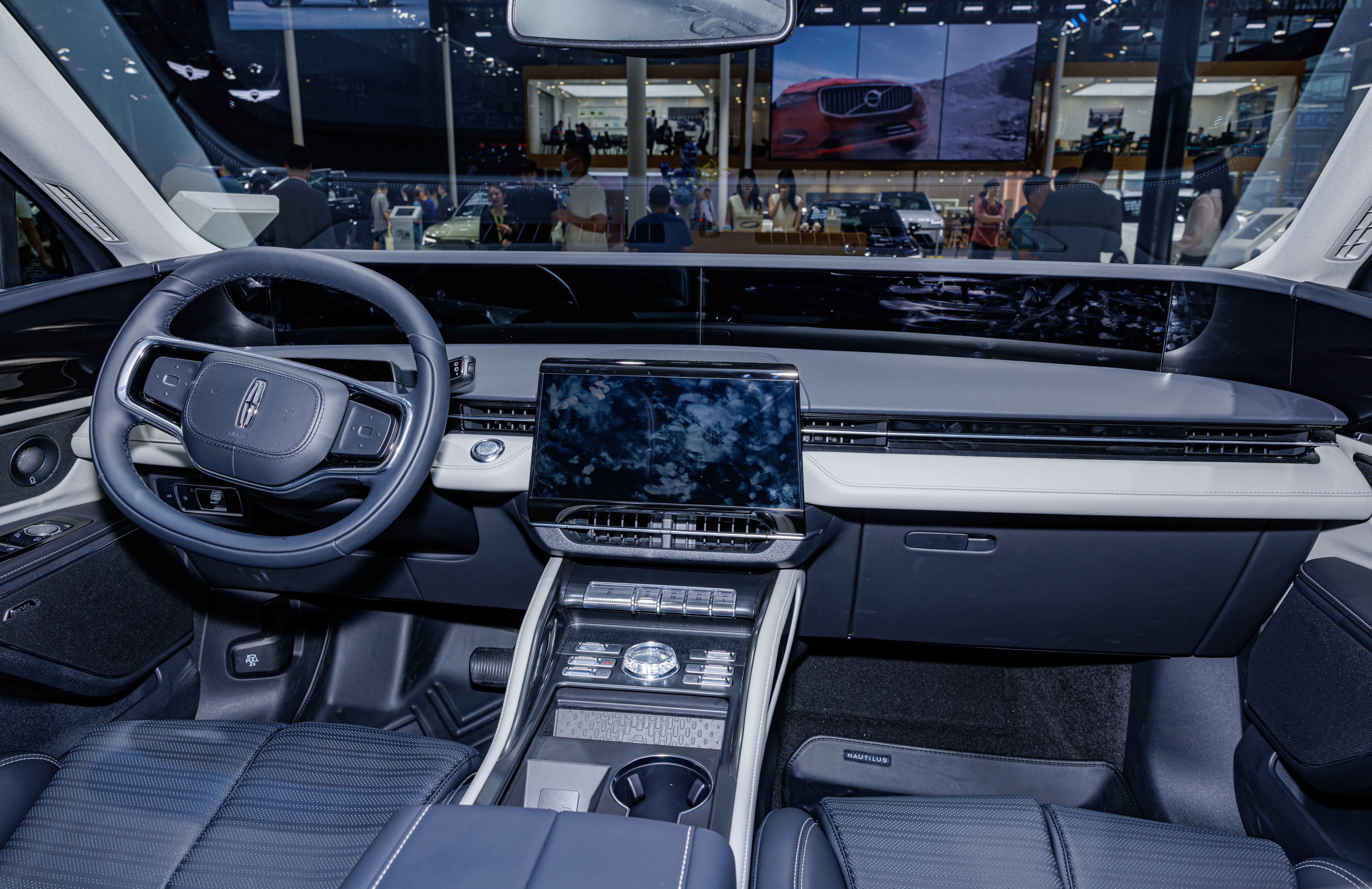
Lincoln Nautilus II - kokpit

Lincoln Nautilus II został zaprezentowany po raz pierwszy w 2023 roku.
5 i pół roku po prezentacji Nautilusa pierwszej generacji i ponad 8 lat od debiutu jego pierwowzoru jeszcze pod nazwą MKX, Lincoln przedstawił zupełnie nową, drugą generację luksusowego SUV-a. Tym razem jej światowa prezentacja miała miejsce podczas wystawy Shanghai Auto Show w Chinach, z kolei prasowa publikacja modelu w specyfikacji północnoamerykańskiej odbyła się równolegle. Pod kątem stylistycznym Lincoln Nautilus II przeszedł ewolucję dotychczasowej koncepcji, zyskując obszerniejszy wlot powietrza, przez który przebiegła chromowana listwa łącząca reflektory. Podobny detal przyzodobił tylną część nadwozia. W zależności od rynku zbytu, Lincoln przewidział inną stylizację detali luksusowego SUV-a: chińska wersja uzyskała regularnie ukształtowaną osłonę chłodnicy i chowane klamki umieszczone w strukturze drzwi, z kolei amerykańska zyskała charakterystyczne wcięcie u spodu grilla i nietypowo ulokowane klamki przy krawędziach szyb w stylu dawnego modelu Continental.
Samochód ponownie powstał jako bliźniaczy wobec kolejnej generacji Forda Edge'a, jednak tym razem Nautilus wraz z nim został oparty na modułowej platformie C2 współdzielonej także z mniejszymi, kompaktowymi modelami Forda. W przeciwieństwie do przysadzistego poprzednika, Lincoln Nautilus drugiej generacji zyskał smuklejszą sylwetkę z wysoko poprowadzoną linią okien, opadającymi przetłoczeniami i dłuższą tylną częścią nadwozia. Nowy model stał się ogólnie obszerniejszy w każdym z podstawowych wymiarów, zyskując na długości i rozstawie osi, a także wysokości i szerokości. 
Awangardową stylizację przyjęła kabina pasażerska, którą utrzymano w bardziej luksusowej aranżacji wykorzystującej mieszankę elementów z aluminium, chromu, skóry i fortepianowej czerni. Nietypowy kształt i formę przyjęły podstawowe przyrządy: kierownicy nadano owalny kształt, centralny dotykowy ekran o przekątnej 11 cali wysunięto do przodu, a nad deską rozdzielczą zawieszono okalający pas rozciągającego się na całą szerokość 48-calowego ekranu łączącego funkcję zegarów, centrum informacyjnego i dodatkowego pola dla pasażera.
Podstawową jednostką napędową został zmodernizowany, czterocylindrowy silnik benzynowy o pojemności 2 litrów i mocy 250 KM, współpracując z 8-biegową automatyczną skrzynią biegów. Ponadto, Lincoln Nautilus drugiej generacji po raz pierwszy został wyposażony w hybrydowy układ napędowy, który przejął funkcję topowej specyfikacji. W jej ramach, samochód łączy 2-litrowy silnik benzynowy, silnik elektryczny i bezstopniową przekładnię eCVT, łącznie rozwijając 310 KM mocy.

### Sprzedaż
Lincoln Nautilus drugiej generacji to pierwszy model amerykańskiej firmy, którego produkcję ulokowano wyłącznie w chińskich zakładach Changan Ford w mieście Hangzhou. W ten sposób, początek sprzedaży luksusowego SUV-a w pierwszej kolejności został wyznaczony na drugą połowę 2023 roku w Chinach, by następnie w pierwszym kwartale 2024 roku eksport objął rynek Ameryki Północnej i pozostałych regionów zbytu jak Bliski Wschód czy Korea Południowa.

### Silniki
- R4 2.0l Turbo 250 KM
- R4 2.0l Hybrid 310 KM